# 张翼翔
张翼翔（1914年6月18日—1990年4月5日），男，湖南浏阳人，中国人民解放军高级将领，中将军衔。中国共产党第九、第十届中央委员。

## 生平
1929年参加红军第三军团，曾随部攻占长沙，后参加长征。红军三大主力会宁会师后至红六军团任职。抗日战争爆发后进入中国人民抗日军政大学学习，毕业后至新四军作战，抗战胜利时为旅长。第二次国共内战时期在华东野战军第一纵队（后为第三野战军20军）指挥作战，从参谋长升至军长。1951年率20军参加朝鲜战争，1952年回国，至华东军区司令部任职。1955年进入中国人民解放军军事学院进修，被授予中将军衔。毕业后任福州军区副司令员。1963年任总参军训部副部长，1968年任中国人民解放军铁道兵司令员。1969年任第二炮兵司令员。1975年任军事科学院副院长直至1985年退役。1990年4月5日在北京去世，終年76歲。

## 荣誉
张翼翔两次获朝鲜民主主义人民共和国二级国旗勋章，1955年获二级八一勋章、一级独立自由勋章、一级解放勋章，1988年获一级红星功勋荣誉章。